# Тертерский район
Терте́рский райо́н (азерб. Tərtər rayonu) — район в Азербайджане. Административный центр — город Тертер.

## История
Первоначальное название Тертерского района — Чапархана.
Весной 1920 года была учреждена Джаванширская область. В том же, 1920 году был образован Тертерский округ. Указанный округ на протяжении 1920—1922 годов находился в прямом подчинении Джаванширской области. В 1922 году Тертерский округ получил название Джаванширского округа. В 1923—1929 годах Джаванширский округ находился в составе Агдамского округа, а в 1929—1930 годах — Карабахского округа.
Тертерский район был основан 8 августа 1930 года. 24 февраля 1931 года Тертерский район был ликвидирован и отдан в административное подчинение Бардинского района. 27 января 1934 года Тертерский район был создан вновь. 5 августа 1949 года район был переименован в Мир-Баширский район. 4 января 1963 года Мир-Баширский район был ликвидирован и переведён в административное подчинение Бардинского района, 6 января 1965 года вновь был создан Мир-Баширский район. 7 февраля 1991 года Мир-Баширский район вновь переименован в Тертерский район. 26 ноября 1991 года Верховным Советом Азербайджанской Республики были упразднены Нагорно-Карабахская автономная область (НКАО), и большая часть территории Мардакертского района НКАО (посёлок Агдере и 28 сёл) вошла в состав Тертерского района.
В 1994 году во время Первой карабахской войны армяне начали крупномасштабное наступление на территорию района, в частности их целью был захват райцентра — Тертера. Азербайджан смог удержать город, однако утратил контроль над сёлами Сейсулан, Талыш и Левонарх.
27 сентября 2020 года началась Вторая карабахская война между вооружёнными силами Азербайджана с одной стороны и вооружёнными формированиями НКР и Армении с другой. По заявлению Министерства обороны Азербайджана, 3 октября 2020 года населённые пункты Суговушан и Талыш перешли под контроль вооружённых сил Азербайджана. Во время войны город Тертер был подвергнут обстрелам. По словам главы исполнительной власти Тертерского района, с начала конфликта в течение месяца по району было выпущено около 15,5 тысяч снарядов, в результате обстрелов в районе погибли 17 мирных жителей, в том числе один ребенок и одна женщина, был ранен 61 человек, полностью разрушены 133 дома, нанесён ущерб 14 школам, трём больницам, 18 административным зданиям, 65 многоквартирным жилым домам.
Согласно экономическому делению Азербайджана, с 1991 года входит в состав Верхне-Карабахского экономического района, который 7 июля 2021 года был переименован в Карабахский экономический район.
В марте 2023 года первая фаза строительно-восстановительных работ в селе Талыш была завершена и первые жители (20 семей, в общей сложности 90 человек) переселились в село в рамках программы «Великого возращения».
15 октября 2023 года после восстановительных работ введено в эксплуатацию Суговушанское водохранилище.

## География
Район расположен в западной части Кура-Араксинской низменности. Поверхность равнинная. Протягивается от запада к востоку. Полезные ископаемые — стройматериалы, такие как песок, грунт и прочие. Территория состоит из серозёмов и луговых почв.
Через территорию района протекают реки Тертер, Турагайчай и Инджачай, с южной границы — Хачынчай. В 1976 году сданы в эксплуатацию Суговушанское и Сарсангское водохранилища.
На данный момент[какой?] в состав района входят: 1 город, 2 посёлка, а также 77 сёл.

## Население

### Тертерский район (1939 г.)
|                  | Все            | азерб.          | армяне         | талыши     | лезгины    | авары     | пр. даг.  | пр. н.    | грузины   | русские      | украинцы   | немцы     | евреи     |
| Тертерский район | 22.128 (100 %) | 18.791 (84,9 %) | 2.256 (10,1 %) | 11 (0,1 %) | 20 (0,1 %) | 2 (0,1 %) | 1 (0,1 %) | 2 (0,1 %) | 9 (0,1 %) | 896 (4,0 %)  | 82 (0,4 %) | 1 (0,1 %) | 8 (0,1 %) |
| село Тертер      | 1.992 (100 %)  | 1.477 (74,1 %)  | 181 (9,1 %)    | 2 (0,1 %)  | 5 (0,3 %)  | 1 (0,1 %) | -         | 2 (0,1 %) | 7 (0,4 %) | 290 (14,6 %) | 16 (0,8 %) | -         | 1 (0,1 %) |
| прочие сёла      | 20.136 (100 %) | 17.314 (86,0 %) | 2.075 (10,3 %) | 9 (0,1 %)  | 15 (0,1 %) | 1 (0,1 %) | 1 (0,1 %) | -         | 2 (0,1 %) | 606 (3,0 %)  | 66 (0,3 %) | 1 (0,1 %) | 7 (0,1 %) |

### Численность населения (01.01.2009)
| Территория          | Всего | Всего | Мужчины | Мужчины | Женщины | Женщины |
| Территория          | чел.  | в %   | чел.    | в %     | чел.    | в %     |
| Тертерский район    | 97270 | 100,0 | 47869   | 100,0   | 49581   | 100,0   |
| Городское население | 29786 | 30,62 | 14503   | 30,41   | 15283   | 30,82   |
| Сельское население  | 67484 | 69,38 | 33186   | 69,59   | 34298   | 69,18   |

Основными занятиями жителей района являются растениеводство, скотоводство, ковроткачество, искусство вышивания и вязания.

## Инфраструктура
18 марта 2023 года открыта автомобильная дорога Талыш — Тапгарагоюнлу — санаторий Гашалты протяжённостью 22 км.

## Культурное наследие
На территории Тертерского района имеется двадцать четыре памятника архитектуры. Среди них (согласно азербайджанским данным) один — памятник мирового значения, пятнадцать — памятники археологии государственного значения, семь — памятники архитектуры локального значения, один памятник археологии локального значения.
Данные памятники находятся в самом городе Тертер, а также таких сёлах, как Бурудж, Гаджыгервенж, Эвоглу, Гусанли, Саров, Борсунлу, Баим Саров, Хорузлу, Демирчилер и т. д. Здесь имеются три мечети, пятнадцать курганов, два некрополя, два поселения, один мавзолей.
В декабре 2020 года после внесения изменений в постановление Кабинета министров Азербайджанской Республики "Об утверждении распределения по степени важности недвижимых памятников истории и культуры, взятых под государственную охрану на территории Азербайджанской Республики” церковь в Кельбаджарском районе, храм Егише Аракял в Агдамском районе и мост (село Суговушан) переданы в подчинение Тертерского района.